# Erythranthe carsonensis
Erythranthe carsonensis är en gyckelblomsväxtart som beskrevs av N.S.Fraga. Erythranthe carsonensis ingår i släktet Erythranthe och familjen gyckelblomsväxter. Inga underarter finns listade i Catalogue of Life.